# Uia di Bessanese
Die Uia di Bessanese, oder nur Bessanese, ist ein Berg in den Grajischen Alpen genau an der Grenze zwischen Frankreich und Italien.
Die Uia di Bessanese liegt am Alpenhauptkamm zwischen der französischen Maurienne (Arctal) und dem Val d’Ala, einem der sogenannten Lanzotäler.